# 水戸黄門外伝 DokiDokiアキの忍法帳
『水戸黄門外伝 DokiDokiアキの忍法帳』（みとこうもんがいでん ドキドキ アキのにんぽうちょう）は、すぎ恵美子（「すぎえみこ」名義）による日本の漫画作品。小学館の学年誌『小学五年生』にて、2006年9月号から2007年3月号まで連載された。2007年2月号は休載で、全6話。

## 作品概要
TBSの時代劇『水戸黄門』の外伝（スピンオフ作品）である。ただし、TBS及びドラマを製作しているC.A.Lの本作におけるクレジットは「原作」ではなく「協力」とされている。2017年現在、1969年に放映が開始された『水戸黄門』史上における公認漫画作品は本作の他に、リイド社『コミック乱TWINS』で2008年1月号より連載されている倉田よしみ『水戸黄門 食いしん坊漫遊記』がある。
ドラマと共通する登場人物は第31部から第37部まで出演したアキ（斉藤晶）と風の鬼若（照英）、鳴神の夜叉王丸（山口馬木也）の3名のみで、かつ登場人物の設定はドラマとは大きく異なっている。光圀や助さん・格さんらの「御一行」は、偽物が「なんかビミョーにちがう御一行」と称されて第2話で1コマだけ登場するに留まっている。
小学生が祖父母らと番組を視聴するケースが多い点に製作者側が着目していたところ、小学館より企画が持ちかけられタイアップが実現。第36部の放送開始直後、2006年8月発売の『小学五年生』9月号より連載が開始された。
しかし、2005年頃から胃癌が原因の体調不良に苦しみ入退院を繰り返していたすぎは本作の連載中に癌が再発し、1号分の休載を経て3月号に最終話が掲載された直後の2007年2月10日に逝去。本作はすぎの遺作となり、5月に発売された単行本115ページには藤田和子と篠原千絵の追悼文が、116ページには『小学五年生』編集部名義の訃報が掲載された。なお、学年誌の読者が繰り上がる年度替わりの時期に重なったため、連載時と同じ読者がほぼいない『小学五年生』にも、また読者が連載時と共通するが編集部の異なる『小学六年生』にも訃報は掲載されず、単行本発行の広告内で前記の漫画家の追悼文が転載される形でわずかに触れられるのみに留まった。

## ストーリー
時は江戸時代。伊賀国・柘植の里の姫君であるアキは母からある使命を受ける。その使命とは、触れた者の願いを叶える力を秘めた宝珠を柘植の里の遥か東にある清龍の滝へ沈め、封印すること。伊賀の忍に代々、伝わり門外不出とされて来た宝珠の存在を知った甲賀の忍が柘植の里に襲撃を繰り返しもはや一刻の猶予も無い状況の中、アキとその守役である鬼若は清龍の滝を目指して旅に出る。

## 登場人物
アキ
主人公。11歳になる柘植の里の姫君で、痺れ薬を仕込んだ紙風船を使った攻撃を得意とする。母より遥か東方にある清龍の滝へ宝珠を沈める使命を受け、守役の鬼若と鷹の飛翔（ひーさん）を連れて旅に出る。
なお、ドラマでは母親に「およう」という名前が設定されているが、本作では単に「アキの母」とされている。
鬼若（おにわか）
アキの守役を務める伊賀忍者。役回りはドラマとほぼ同じだが、年齢は若く設定されている。アキと共に宝珠を封印する使命を果たすべく旅をする。
夜叉王丸（やしゃおうまる）
流れ者の甲賀忍者。役回りはドラマとは大きく異なり、年齢は鬼若と同様に若く設定されている。伊賀と甲賀の争いにより滅亡した郷里を蘇らせる為に宝珠の力を求めている。

## 単行本
小学館・てんとう虫コミックススペシャル刊。A5判。
- 2007年6月2日初版 ISBN 9784091403650